# Miradouro do Castelo (Lagoa)

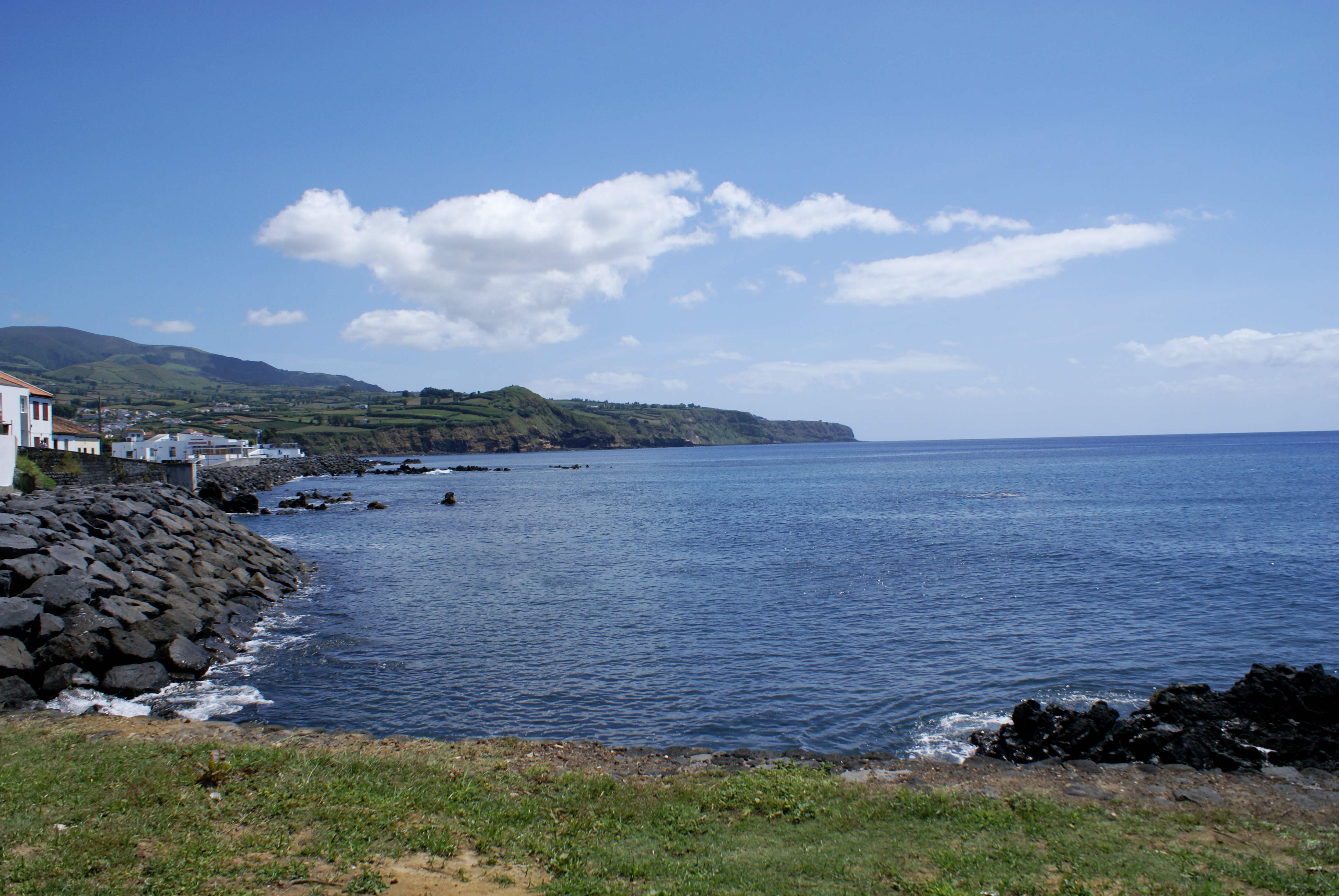
Miradouro do Castelo.

O Miradouro do Castelo (Lagoa) é um miradouro português localizado na concelho da Lagoa, na ilha açoriana de São Miguel.
Este miradouro posiciona-se estrategicamente junto à entrada do Porto da Lagoa, tendo sido edificado aproveitando os restos de um antigo forte sobranceiro ao mesmo porto, o Forte de Santa Cruz da Lagoa.